# Championnat d'Espagne de football de deuxième division 1942-1943
Navigation
Segunda División 1941-42 Segunda División 1943-44
Le championnat d'Espagne de football de deuxième division 1942-1943 est la 12e édition du championnat. Organisé par la Fédération espagnole de football, la première phase du championnat se déroule du 27 septembre 1942 au 10 janvier 1943, la phase de promotion se déroule du 31 janvier 1943 au 18 avril 1943, la phase de relégation, qui se déroule en deux phases, se déroule du 31 janvier 1943 au 27 juin 1943, et les barrages se déroulent le 18 juin 1943.
La compétition est remportée par le CD Sabadell, qui devance, lors de la phase de promotion, le Real Sociedad d'un point. Ces deux clubs sont promus en première division. Alors que les deux clubs suivant, à savoir le Real Valladolid Deportivo et le Real Gijón, affrontent respectivement le 12e et 11e de première division, lors d'un barrage en match unique, pour tenter de les imiter.

## Règlement de la compétition
Comme la saison précédente, le nombre de participants est de vingt-quatre et la compétition se déroule en deux phases. 
La première phase regroupent les vingt-quatre participants, répartis en trois groupes de huit. La compétition se déroule selon un système de ligue, où les douze équipes s'affrontent à deux reprises, une fois à domicile et une fois à l'extérieur, soit un total de vingt-deux matches. L'ordre des matches est déterminé par un tirage au sort avant le début de la compétition.
Le classement final est établi sur le nombre des points obtenus lors de chaque rencontre, à raison de deux points par match gagné, un pour un match nul et aucun pour une défaite. Si, à la fin de la première phase, deux équipes ont le même nombre de points, les critères établis par le règlement pour départager les équipes sont les suivants :
1. Les confrontations directes entre les équipes à égalité.
2. Si l'égalité persiste, celle qui a le meilleur coefficient de buts.

Les deux premiers de chaque groupe se qualifient pour la phase de promotion du championnat. Alors que les autres se qualifient pour la phase de relégation. La phase de promotion est composée de six équipes et se déroule sur les mêmes critères que la première phase. Les deux premiers sont promus en première division, tandis que les deux autres disputent un barrage de promotion/relégation contre le 11e et le 12e de première division pour tenter de décrocher leur place dans l'élite. La phase de relégation se déroule en deux phases et ne concerne que les quatre équipes qui ont terminées au quatre dernières places lors de la première phase, les équipes ayant terminé à la 4e et à la 5e place ne participent à cette phase que pour se qualifier pour la Coupe du Généralissime, et les équipes des Ligues régionales. La première phase est composée de six groupes de six, où trois équipes des Ligues régionales s'ajoutent à trois équipes de Segunda. Le premier se qualifie pour la deuxième phase (ou le deuxième si le premier est une équipe ayant terminé, la première phase, à la 4e et à la 5e place), les autres vont en Tercera División, sauf les équipes ayant terminé la première phase à la 4e ou 5e place. De plus, les deux premiers de chacun de ses groupes se qualifient pour la Coupe du Généralissime. La deuxième phase est composée des six équipes ayant terminé la première phase à la 1re place, repartis en deux groupes de trois, où seul le premier est maintenu (ou promu s'il s'agit d'une équipe de Ligues régionales) en Segunda, les deux autres vont en Tercera División.

## Équipes participantes
| Clubs                     | Ville      | Stade              |
| ------------------------- | ---------- | ------------------ |
| Arenas Club               | Guecho     | Ibaiondo           |
| CD Baracaldo Oriamendi    | Baracaldo  | Lasesarre          |
| Cultural Leonesa          | León       | La Corredera       |
| Club Ferrol               | Ferrol     | Inferniño          |
| Real Gijón                | Gijón      | El Molinón         |
| UD Salamanque             | Salamanque | El Calvario        |
| Real Santander SD         | Santander  | El Sardinero       |
| Real Valladolid Deportivo | Valladolid | José Zorrilla (es) |

| \| Arenas Baracaldo Cultural Ferrol Gijón Salamanque Santander Valladolid \| Localisation des clubs engagés dans le groupe 1. |
| Arenas Baracaldo Cultural Ferrol Gijón Salamanque Santander Valladolid                                                        |

| Arenas Baracaldo Cultural Ferrol Gijón Salamanque Santander Valladolid |

| Clubs               | Ville           | Stade             |
| ------------------- | --------------- | ----------------- |
| Deportivo Alavés    | Vitoria-Gasteiz | Mendizorrotza     |
| CD Constancia       | Inca            | Camp d'Es Cos     |
| AD Ferroviaria (es) | Madrid          | Campo de Delicias |
| Gerona CF           | Gérone          | Vista Alegre (es) |
| CA Osasuna          | Pampelune       | San Juan          |
| Real Sociedad       | Saint-Sébastien | Atocha            |
| CD Sabadell         | Sabadell        | Creu Alta         |
| CD Tarrassa         | Tarrassa        | Pi i Margall      |

| \| Alavés Constancia Ferroviaria Gerona R. Sociedad Osasuna Sabadell Tarrassa \| Localisation des clubs engagés dans le groupe 2. |
| Alavés Constancia Ferroviaria Gerona R. Sociedad Osasuna Sabadell Tarrassa                                                        |

| Alavés Constancia Ferroviaria Gerona R. Sociedad Osasuna Sabadell Tarrassa |

| Clubs           | Ville                | Stade               |
| --------------- | -------------------- | ------------------- |
| CD Alcoyano     | Alcoy                | El Collao           |
| Cadix CF        | Cadix                | Mirandilla          |
| SD Ceuta (es)   | Ceuta                | Alfonso Murube (es) |
| Elche CF        | Elche                | Altabix (es)        |
| Hércules CF     | Alicante             | Bardín (es)         |
| CD Málaga (es)  | Málaga               | La Rosaleda         |
| Real Murcie     | Murcie               | La Condomina        |
| Xerez Club (es) | Jerez de la Frontera | Domecq (es)         |

| \| Alcoyano Cadix Ceuta Elche Hércules Málaga Murcie Xerez \| Localisation des clubs engagés dans le groupe 3. |
| Alcoyano Cadix Ceuta Elche Hércules Málaga Murcie Xerez                                                        |

| Alcoyano Cadix Ceuta Elche Hércules Málaga Murcie Xerez |

## Compétition

### Première phase

#### Groupe 1

##### Classement
| Rang | Équipe                    | Pts | J  | G | N | P | Bp | Bc | GA    |
| ---- | ------------------------- | --- | -- | - | - | - | -- | -- | ----- |
| 1    | Real Gijón                | 19  | 14 | 9 | 1 | 4 | 34 | 23 | 1,478 |
| 2    | Real Valladolid Deportivo | 19  | 14 | 6 | 7 | 1 | 27 | 17 | 1,588 |
| 3    | Cultural Leonesa P        | 18  | 14 | 7 | 4 | 3 | 30 | 19 | 1,579 |
| 4    | Arenas Club               | 13  | 14 | 4 | 5 | 5 | 18 | 22 | 0,818 |
| 5    | CD Baracaldo Oriamendi    | 13  | 14 | 4 | 5 | 5 | 29 | 30 | 0,967 |
| 6    | Club Ferrol               | 11  | 14 | 4 | 3 | 7 | 28 | 31 | 0,903 |
| 7    | Real Santander SD         | 11  | 14 | 3 | 5 | 6 | 29 | 35 | 0,829 |
| 8    | UD Salamanque             | 8   | 14 | 3 | 2 | 9 | 20 | 36 | 0,556 |

Qualification
- 1er et 2e : qualification pour la phase de promotion
- 3e à 8e : qualification pour la phase de relégation

Abréviations
- P : Promu de Ligues régionales

##### Résultats
| Résultats (▼dom., ►ext.)                                   | ARE | BAR | CUL | FER | GIJ | SAL | SAN | VLL |
| Arenas Club                                                |     | 2-1 | 1-0 | 3-1 | 3-0 | 1-1 | 2-2 | 0-4 |
| CD Baracaldo Oriamendi                                     | 0-0 |     | 2-0 | 6-1 | 1-2 | 3-0 | 4-2 | 3-3 |
| Cultural Leonesa                                           | 1-1 | 4-1 |     | 3-0 | 4-2 | 4-2 | 3-0 | 2-2 |
| Club Ferrol                                                | 2-1 | 2-2 | 1-2 |     | 4-1 | 5-0 | 5-1 | 2-4 |
| Real Gijón                                                 | 1-0 | 7-1 | 4-3 | 5-1 |     | 3-0 | 1-0 | 2-0 |
| UD Salamanque                                              | 4-1 | 3-1 | 1-2 | 1-1 | 2-4 |     | 4-2 | 1-2 |
| Real Santander SD                                          | 3-3 | 2-2 | 2-2 | 3-2 | 4-2 | 5-0 |     | 2-2 |
| Real Valladolid Deportivo                                  | 2-0 | 2-2 | 0-0 | 1-1 | 0-0 | 2-1 | 3-1 |     |
| - Victoire à domicile - Match nul - Victoire à l'extérieur |     |     |     |     |     |     |     |     |

#### Groupe 2

##### Classement
| Rang | Équipe              | Pts | J  | G  | N | P  | Bp | Bc | GA    |
| ---- | ------------------- | --- | -- | -- | - | -- | -- | -- | ----- |
| 1    | Real Sociedad R     | 23  | 14 | 11 | 1 | 2  | 46 | 16 | 2,875 |
| 2    | CD Sabadell         | 18  | 14 | 7  | 4 | 3  | 26 | 20 | 1,300 |
| 3    | CD Constancia       | 18  | 14 | 8  | 2 | 4  | 24 | 11 | 2,182 |
| 4    | CA Osasuna          | 15  | 14 | 6  | 3 | 5  | 23 | 27 | 0,852 |
| 5    | CD Tarrassa P       | 12  | 14 | 5  | 2 | 7  | 25 | 32 | 0,781 |
| 6    | Gerona CF           | 11  | 14 | 4  | 3 | 7  | 22 | 24 | 0,917 |
| 7    | AD Ferroviaria (es) | 10  | 14 | 3  | 4 | 7  | 19 | 31 | 0,613 |
| 8    | Deportivo Alavés    | 5   | 14 | 1  | 3 | 10 | 9  | 33 | 0,273 |

Qualification
- 1er et 2e : qualification pour la phase de promotion
- 3e à 8e : qualification pour la phase de relégation

Abréviations
- R : Relégué de Primera División 1941-1942
- P : Promu de Ligues régionales

##### Résultats
| Résultats (▼dom., ►ext.)                                   | ALA | CON | FER | GER | OSA | RSO | SAB | TAR |
| Deportivo Alavés                                           |     | 2-2 | 1-1 | 2-2 | 1-2 | 0-2 | 1-0 | 0-2 |
| CD Constancia                                              | 6-0 |     | 2-0 | 2-0 | 3-1 | 1-1 | 0-1 | 2-0 |
| AD Ferroviaria (es)                                        | 2-1 | 1-2 |     | 3-1 | 2-0 | 0-8 | 0-0 | 2-3 |
| Gerona CF                                                  | 4-0 | 1-2 | 3-2 |     | 0-0 | 1-2 | 3-3 | 4-0 |
| CA Osasuna                                                 | 1-0 | 1-0 | 2-2 | 5-2 |     | 3-2 | 1-3 | 3-2 |
| Real Sociedad                                              | 5-1 | 1-0 | 2-1 | 1-0 | 2-1 |     | 8-2 | 7-1 |
| CD Sabadell                                                | 1-0 | 1-0 | 2-2 | 2-0 | 5-0 | 3-1 |     | 1-2 |
| CD Tarrassa                                                | 3-0 | 1-2 | 4-1 | 0-1 | 3-3 | 2-4 | 2-2 |     |
| - Victoire à domicile - Match nul - Victoire à l'extérieur |     |     |     |     |     |     |     |     |

#### Groupe 3

##### Classement
| Rang | Équipe          | Pts | J  | G | N | P  | Bp | Bc | GA    |
| ---- | --------------- | --- | -- | - | - | -- | -- | -- | ----- |
| 1    | SD Ceuta (es)   | 20  | 14 | 8 | 4 | 2  | 27 | 17 | 1,588 |
| 2    | Xerez Club (es) | 17  | 14 | 7 | 3 | 4  | 23 | 22 | 1,045 |
| 3    | Real Murcie     | 15  | 14 | 6 | 3 | 5  | 26 | 19 | 1,368 |
| 4    | Hércules CF R   | 15  | 14 | 6 | 3 | 5  | 20 | 18 | 1,111 |
| 5    | CD Málaga (es)  | 14  | 14 | 7 | 0 | 7  | 26 | 23 | 1,130 |
| 6    | Elche CF        | 12  | 14 | 5 | 2 | 7  | 16 | 26 | 0,615 |
| 7    | Cadix CF        | 11  | 14 | 4 | 3 | 7  | 19 | 25 | 0,760 |
| 8    | CD Alcoyano P   | 8   | 14 | 4 | 0 | 10 | 21 | 28 | 0,750 |

Qualification
- 1er et 2e : qualification pour la phase de promotion
- 3e à 8e : qualification pour la phase de relégation

Abréviations
- R : Relégué de Primera División 1941-1942
- P : Promu de Ligues régionales

##### Résultats
| Résultats (▼dom., ►ext.)                                   | ALC | CAD | CEU | ELC | HER | MAL | MUR | XER |
| CD Alcoyano                                                |     | 2-3 | 2-3 | 3-2 | 2-0 | 2-0 | 1-3 | 4-0 |
| Cadix CF                                                   | 1-0 |     | 2-2 | 4-1 | 1-2 | 2-1 | 2-3 | 0-1 |
| SD Ceuta (es)                                              | 3-1 | 2-1 |     | 2-0 | 4-1 | 1-0 | 1-1 | 4-2 |
| Elche CF                                                   | 1-0 | 1-1 | 3-1 |     | 0-0 | 2-1 | 1-0 | 3-1 |
| Hércules CF                                                | 4-1 | 2-0 | 1-1 | 3-0 |     | 2-0 | 3-0 | 1-1 |
| CD Málaga (es)                                             | 3-2 | 2-1 | 0-1 | 2-1 | 4-1 |     | 4-1 | 3-1 |
| Real Murcie                                                | 3-0 | 5-0 | 1-1 | 4-0 | 3-0 | 2-3 |     | 0-0 |
| Xerez Club (es)                                            | 2-1 | 1-1 | 2-1 | 4-1 | 1-0 | 4-3 | 3-0 |     |
| - Victoire à domicile - Match nul - Victoire à l'extérieur |     |     |     |     |     |     |     |     |

### Phase de promotion

#### Classement
| Rang | Équipe                    | Pts | J  | G | N | P | Bp | Bc | GA    |
| ---- | ------------------------- | --- | -- | - | - | - | -- | -- | ----- |
| 1    | CD Sabadell               | 13  | 10 | 6 | 1 | 3 | 20 | 11 | 1,818 |
| 2    | Real Sociedad R           | 12  | 10 | 5 | 2 | 3 | 24 | 14 | 1,714 |
| 3    | Real Valladolid Deportivo | 11  | 10 | 4 | 3 | 3 | 21 | 19 | 1,105 |
| 4    | Real Gijón                | 10  | 10 | 4 | 2 | 4 | 17 | 23 | 0,739 |
| 5    | SD Ceuta (es)             | 8   | 10 | 2 | 4 | 4 | 10 | 15 | 0,667 |
| 6    | Xerez Club (es)           | 6   | 10 | 2 | 2 | 6 | 11 | 21 | 0,524 |

Promotion
- 1er et 2e : promotion en Primera División
- 3e et 4e : qualification pour les barrages de promotion

Abréviations
- R : Relégué de Primera División 1941-1942

Le 4 avril 1943, le CD Sabadell est sacré champion en s'imposant 5 but à 2 face au Real Gijón et est promu pour la première fois de son histoire en première division.

#### Résultats
| Résultats (▼dom., ►ext.)                                   | CEU | GIJ | RSO | SAB | VLL | XER |
| SD Ceuta (es)                                              |     | 1-1 | 1-0 | 1-1 | 1-2 | 4-1 |
| Real Gijón                                                 | 1-0 |     | 2-1 | 3-2 | 3-3 | 2-1 |
| Real Sociedad                                              | 6-2 | 6-2 |     | 2-0 | 4-4 | 1-1 |
| CD Sabadell                                                | 3-0 | 5-2 | 1-0 |     | 2-1 | 4-0 |
| Real Valladolid Deportivo                                  | 0-0 | 2-1 | 1-3 | 1-0 |     | 5-0 |
| Xerez Club (es)                                            | 0-0 | 2-0 | 0-1 | 1-2 | 5-2 |     |
| - Victoire à domicile - Match nul - Victoire à l'extérieur |     |     |     |     |     |     |

### Barrages de promotion / relégation
À la fin de la saison, le 11e et le 12e de Primera División affronte respectivement le 4e et le 3e de Segunda División en un match unique disputé à Madrid et à Barcelone, les vainqueurs obtiennent leur place en Primera División 1943-1944 et les perdants obtiennent leur place en Segunda División 1943-1944.
| 18 avril 1943 | RCD Español (D1)         | 2 – 1   | (D2) Real Gijón | Stadium Metropolitano de Madrid, Madrid |                            |
|               | Huguet 15e · Juncosa 26e | (2 – 1) | 37e Paladini    | Arbitrage : Pedro Escartín              | Arbitrage : Pedro Escartín |
|               | Rapport                  |         |                 | Arbitrage : Pedro Escartín              | Arbitrage : Pedro Escartín |

| 18 avril 1943 | Grenade CF (D1) | 2 – 0   | (D2) Real Valladolid Deportivo | Stade des Corts, Barcelone       |                                  |
|               | Nicola 71e 83e  | (0 – 0) |                                | Arbitrage : Agustín Vilalta Bars | Arbitrage : Agustín Vilalta Bars |
|               | Rapport         |         |                                | Arbitrage : Agustín Vilalta Bars | Arbitrage : Agustín Vilalta Bars |

Les quatre équipes restent dans leur division respective.

### Phase de relégation

#### Première phase

##### Groupe 1
Dans ce groupe, les équipes de Segunda Cultural Leonesa, Club Ferrol et UD Salamanque sont opposés aux équipes de régionales CD Fábrica Nacional de Palencia, CP La Felguera et Club Lugo. Le Club Ferrol et l'UD Salamanque, ayant terminé aux quatre dernières places lors de la première phase, risquent la relégation. Pour avoir une chance de se maintenir, elles doivent terminer à la première place (ou à la deuxième place si la Cultural Leonesa termine à la première place) pour accéder à la deuxième phase de relégation.

###### Classement
| Rang | Équipe                                   | Pts | J  | G | N | P | Bp | Bc | GA    |
| ---- | ---------------------------------------- | --- | -- | - | - | - | -- | -- | ----- |
| 1    | UD Salamanque                            | 14  | 10 | 7 | 0 | 3 | 22 | 12 | 1,833 |
| 2    | Club Ferrol                              | 12  | 10 | 6 | 0 | 4 | 20 | 12 | 1,667 |
| 3    | CP La Felguera Rég                       | 10  | 10 | 4 | 2 | 4 | 13 | 14 | 0,929 |
| 4    | Cultural Leonesa                         | 10  | 10 | 4 | 2 | 4 | 18 | 16 | 1,125 |
| 5    | CD Fábrica Nacional de Palencia (es) Rég | 9   | 10 | 4 | 1 | 5 | 15 | 16 | 0,938 |
| 6    | Club Lugo Rég                            | 5   | 10 | 2 | 1 | 7 | 15 | 33 | 0,455 |

Qualification
- 1er : qualification pour la deuxième phase

Relégation
- 2e : relégation en Tercera División

Abréviations
- Rég : Équipes de Ligues régionales

L'UD Salamanque et le Club Ferrol se qualifient pour la prochaine édition de la Coupe du Généralissime.

###### Résultats
| Résultats (▼dom., ►ext.)                                   | CUL | FNP | FER | LAF | LUG | SAL |
| Cultural Leonesa                                           |     | 2-0 | 3-0 | 2-3 | 3-3 | 2-1 |
| CD Fábrica Nacional de Palencia (es)                       | 5-1 |     | 2-1 | 0-0 | 6-2 | 2-1 |
| Club Ferrol                                                | 2-0 | 4-0 |     | 4-0 | 5-2 | 2-1 |
| CP La Felguera                                             | 0-0 | 1-0 | 3-0 |     | 4-1 | 0-1 |
| Club Lugo                                                  | 0-4 | 1-0 | 0-2 | 2-1 |     | 1-3 |
| UD Salamanque                                              | 2-1 | 3-0 | 1-0 | 4-1 | 5-3 |     |
| - Victoire à domicile - Match nul - Victoire à l'extérieur |     |     |     |     |     |     |

##### Groupe 2
Dans ce groupe, les équipes de Segunda Arenas Club, CD Baracaldo Oriamendi et Real Santander SD sont opposés aux équipes de régionales Gimnástica Burgalesa (es), CD Logroñés et Club Sestao. Le CD Baracaldo Oriamendi et le Real Santander SD, ayant terminé aux quatre dernières places lors de la première phase, risquent la relégation. Pour avoir une chance de se maintenir, elles doivent terminer à la première place (ou à la deuxième place si l'Arenas Club termine à la première place) pour accéder à la deuxième phase de relégation.

###### Classement
| Rang | Équipe                        | Pts | J  | G | N | P | Bp | Bc | GA    |
| ---- | ----------------------------- | --- | -- | - | - | - | -- | -- | ----- |
| 1    | CD Baracaldo Oriamendi        | 14  | 10 | 7 | 0 | 3 | 26 | 14 | 1,857 |
| 2    | Arenas Club                   | 12  | 10 | 4 | 4 | 2 | 23 | 17 | 1,353 |
| 3    | Real Santander SD             | 11  | 10 | 5 | 1 | 4 | 23 | 21 | 1,095 |
| 4    | Gimnástica Burgalesa (es) Rég | 10  | 10 | 4 | 2 | 4 | 20 | 17 | 1,176 |
| 5    | CD Logroñés Rég               | 8   | 10 | 3 | 2 | 5 | 13 | 19 | 0,684 |
| 6    | Club Sestao Rég               | 5   | 10 | 2 | 1 | 7 | 14 | 31 | 0,452 |

Qualification
- 1er : qualification pour la deuxième phase

Relégation
- 3e : relégation en Tercera División

Abréviations
- Rég : Équipes de Ligues régionales

Le CD Baracaldo Oriamendi et l'Arenas Club se qualifient pour la prochaine édition de la Coupe du Généralissime.

###### Résultats
| Résultats (▼dom., ►ext.)                                   | ARE | BAR | GIM | LOG | SAN | SES |
| Arenas Club                                                |     | 2-1 | 1-1 | 1-1 | 2-2 | 5-2 |
| CD Baracaldo Oriamendi                                     | 5-3 |     | 2-1 | 4-0 | 5-1 | 4-2 |
| Gimnástica Burgalesa (es)                                  | 2-0 | 1-2 |     | 3-2 | 4-3 | 4-0 |
| CD Logroñés                                                | 1-1 | 1-2 | 2-0 |     | 1-0 | 3-0 |
| Real Santander SD                                          | 2-3 | 2-1 | 3-2 | 3-1 |     | 3-1 |
| Club Sestao                                                | 0-5 | 1-0 | 2-2 | 5-1 | 1-4 |     |
| - Victoire à domicile - Match nul - Victoire à l'extérieur |     |     |     |     |     |     |

##### Groupe 3
Dans ce groupe, les équipes de Segunda Deportivo Alavés, CA Osasuna et CD Tarrassa sont opposés aux équipes de régionales RSD Alcalá, Arenas SD (en) et CD Tudelano. Le Deportivo Alavés et le CD Tarrassa, ayant terminé aux quatre dernières places lors de la première phase, risquent la relégation. Pour avoir une chance de se maintenir, elles doivent terminer à la première place (ou à la deuxième place si le CA Osasuna termine à la première place) pour accéder à la deuxième phase de relégation.

###### Classement
| Rang | Équipe             | Pts | J  | G | N | P | Bp | Bc | GA    |
| ---- | ------------------ | --- | -- | - | - | - | -- | -- | ----- |
| 1    | CA Osasuna         | 14  | 10 | 7 | 0 | 3 | 35 | 21 | 1,667 |
| 2    | Deportivo Alavés   | 14  | 10 | 7 | 0 | 3 | 20 | 12 | 1,667 |
| 3    | CD Tarrassa        | 12  | 10 | 5 | 2 | 3 | 33 | 15 | 2,200 |
| 4    | Arenas SD (en) Rég | 11  | 10 | 5 | 1 | 4 | 22 | 19 | 1,158 |
| 5    | RSD Alcalá Rég     | 6   | 10 | 3 | 0 | 7 | 15 | 43 | 0,349 |
| 6    | CD Tudelano Rég    | 3   | 10 | 1 | 1 | 8 | 15 | 30 | 0,500 |

Qualification
- 2e : qualification pour la deuxième phase

Relégation
- 3e : relégation en Tercera División

Abréviations
- Rég : Équipes de Ligues régionales

Le CA Osasuna et le Deportivo Alavés se qualifient pour la prochaine édition de la Coupe du Généralissime.

###### Résultats
| Résultats (▼dom., ►ext.)                                   | ALA | ALC  | ARE | OSA | TAR | TUD |
| Deportivo Alavés                                           |     | 4-2  | 5-0 | 2-0 | 1-0 | 1-0 |
| RSD Alcalá                                                 | 1-4 |      | 3-1 | 2-3 | 1-0 | 2-1 |
| Arenas SD (en)                                             | 2-0 | 3-0  |     | 1-2 | 5-2 | 5-3 |
| CA Osasuna                                                 | 3-0 | 12-1 | 3-2 |     | 2-3 | 4-1 |
| CD Tarrassa                                                | 3-1 | 10-1 | 1-1 | 6-2 |     | 7-0 |
| CD Tudelano                                                | 1-2 | 5-2  | 0-2 | 3-4 | 1-1 |     |
| - Victoire à domicile - Match nul - Victoire à l'extérieur |     |      |     |     |     |     |

##### Groupe 4
Dans ce groupe, les équipes de Segunda CD Alcoyano, CD Constancia et Gerona CF sont opposés aux équipes de régionales Gimnàstico de Tarragone, CD Granollers (es) et CD Majorque. Le CD Alcoyano et le Gerona CF, ayant terminé aux quatre dernières places lors de la première phase, risquent la relégation. Pour avoir une chance de se maintenir, elles doivent terminer à la première place (ou à la deuxième place si le CD Constancia termine à la première place) pour accéder à la deuxième phase de relégation.

###### Classement
| Rang | Équipe                      | Pts | J  | G | N | P | Bp | Bc | GA    |
| ---- | --------------------------- | --- | -- | - | - | - | -- | -- | ----- |
| 1    | CD Constancia               | 16  | 10 | 8 | 0 | 2 | 27 | 12 | 2,250 |
| 2    | CD Alcoyano                 | 12  | 10 | 6 | 0 | 4 | 22 | 21 | 1,048 |
| 3    | CD Granollers (es) Rég      | 11  | 10 | 5 | 1 | 4 | 18 | 21 | 0,857 |
| 4    | CD Majorque Rég             | 10  | 10 | 4 | 2 | 4 | 20 | 16 | 1,250 |
| 5    | Gimnàstico de Tarragone Rég | 8   | 10 | 3 | 2 | 5 | 19 | 23 | 0,826 |
| 6    | Gerona CF                   | 3   | 10 | 0 | 3 | 7 | 10 | 23 | 0,435 |

Qualification
- 2e : qualification pour la deuxième phase

Relégation
- 6e : relégation en Tercera División

Abréviations
- Rég : Équipes de Ligues régionales

Le CD Constancia et le CD Alcoyano se qualifient pour la prochaine édition de la Coupe du Généralissime.

###### Résultats
| Résultats (▼dom., ►ext.)                                   | ALC | CON | GER | GIM | GRA | MAJ |
| CD Alcoyano                                                |     | 2-3 | 1-0 | 4-0 | 3-1 | 2-1 |
| CD Constancia                                              | 4-1 |     | 5-0 | 3-1 | 4-1 | 3-2 |
| Gerona CF                                                  | 1-3 | 1-2 |     | 1-2 | 1-1 | 2-2 |
| Gimnàstico de Tarragone                                    | 6-2 | 0-1 | 2-2 |     | 7-2 | 1-1 |
| CD Granollers (es)                                         | 2-3 | 1-0 | 3-1 | 3-0 |     | 1-0 |
| CD Majorque                                                | 3-1 | 3-2 | 2-1 | 4-0 | 2-3 |     |
| - Victoire à domicile - Match nul - Victoire à l'extérieur |     |     |     |     |     |     |

##### Groupe 5
Dans ce groupe, les équipes de Segunda Elche CF, AD Ferroviaria (es) et Hércules CF sont opposés aux équipes de régionales CD Córdoba (es) et CD Eldense et Levante UD. L'Elche CF et l'AD Ferroviaria (es), ayant terminé aux quatre dernières places lors de la première phase, risquent la relégation. Pour avoir une chance de se maintenir, elles doivent terminer à la première place (ou à la deuxième place si l'Hércules CF termine à la première place) pour accéder à la deuxième phase de relégation.

###### Classement
| Rang | Équipe              | Pts | J  | G | N | P | Bp | Bc | GA    |
| ---- | ------------------- | --- | -- | - | - | - | -- | -- | ----- |
| 1    | Levante UD Rég      | 15  | 10 | 7 | 1 | 2 | 28 | 12 | 2,333 |
| 2    | Hércules CF         | 15  | 10 | 6 | 3 | 1 | 22 | 11 | 2,000 |
| 3    | CD Córdoba (es) Rég | 12  | 10 | 4 | 4 | 2 | 15 | 13 | 1,154 |
| 4    | Elche CF            | 10  | 10 | 4 | 2 | 4 | 17 | 17 | 1,000 |
| 5    | CD Eldense Rég      | 4   | 10 | 1 | 2 | 7 | 13 | 26 | 0,500 |
| 6    | AD Ferroviaria (es) | 4   | 10 | 1 | 2 | 7 | 14 | 30 | 0,467 |

Qualification
- 2e : qualification pour la deuxième phase

Relégation
- 4e et 6e : relégation en Tercera División

Abréviations
- Rég : Équipes de Ligues régionales

Le Levante UD et l'Hércules CF se qualifient pour la prochaine édition de la Coupe du Généralissime.

###### Résultats
| Résultats (▼dom., ►ext.)                                   | COR | ELC | ELD | FER | HER | LEV |
| CD Córdoba (es)                                            |     | 1-0 | 1-1 | 2-0 | 1-1 | 3-1 |
| Elche CF                                                   | 0-0 |     | 3-1 | 4-4 | 0-1 | 2-1 |
| CD Eldense                                                 | 2-3 | 2-3 |     | 4-2 | 1-1 | 0-1 |
| AD Ferroviaria (es)                                        | 2-2 | 1-4 | 2-0 |     | 1-2 | 1-3 |
| Hércules CF                                                | 2-1 | 2-1 | 6-0 | 4-1 |     | 2-2 |
| Levante UD                                                 | 4-1 | 4-0 | 4-2 | 5-0 | 3-1 |     |
| - Victoire à domicile - Match nul - Victoire à l'extérieur |     |     |     |     |     |     |

##### Groupe 6
Dans ce groupe, les équipes de Segunda Cadix CF, CD Málaga (es) et Real Murcie sont opposés aux équipes de régionales Atlético de Tetuán, CD Badajoz et Recreativo Onuba. Le Cadix CF et le CD Málaga (es), ayant terminé aux quatre dernières places lors de la première phase, risquent la relégation. Pour avoir une chance de se maintenir, elles doivent terminer à la première place (ou à la deuxième place si le Real Murcie termine à la première place) pour accéder à la deuxième phase de relégation.

###### Classement
| Rang | Équipe                 | Pts | J  | G | N | P | Bp | Bc | GA    |
| ---- | ---------------------- | --- | -- | - | - | - | -- | -- | ----- |
| 1    | CD Málaga (es)         | 13  | 10 | 5 | 3 | 2 | 19 | 9  | 2,111 |
| 2    | Atlético de Tetuán Rég | 12  | 10 | 6 | 0 | 4 | 12 | 14 | 0,857 |
| 3    | Real Murcie            | 10  | 10 | 4 | 2 | 4 | 15 | 18 | 0,833 |
| 4    | Cadix CF               | 9   | 10 | 3 | 3 | 4 | 20 | 17 | 1,176 |
| 5    | Recreativo Onuba Rég   | 9   | 10 | 4 | 1 | 5 | 18 | 22 | 0,818 |
| 6    | CD Badajoz Rég         | 7   | 10 | 2 | 3 | 5 | 12 | 16 | 0,750 |

Qualification
- 1er : qualification pour la deuxième phase

Relégation
- 4e : relégation en Tercera División

Abréviations
- Rég : Équipes de Ligues régionales

Le CD Málaga (es) et l'Atlético de Tetuán se qualifient pour la prochaine édition de la Coupe du Généralissime.

###### Résultats
| Résultats (▼dom., ►ext.)                                   | ATT | BAD | CAD | MAL | MUR | REC |
| Atlético de Tetuán                                         |     | 1-0 | 3-1 | 1-0 | 2-1 | 1-0 |
| CD Badajoz                                                 | 0-1 |     | 1-1 | 2-2 | 3-0 | 1-3 |
| Cadix CF                                                   | 3-1 | 5-1 |     | 0-3 | 1-1 | 5-1 |
| CD Málaga (es)                                             | 3-0 | 0-2 | 2-2 |     | 3-0 | 3-0 |
| Real Murcie                                                | 2-0 | 1-0 | 3-2 | 1-1 |     | 3-2 |
| Recreativo Onuba                                           | 4-2 | 2-2 | 1-0 | 1-2 | 4-3 |     |
| - Victoire à domicile - Match nul - Victoire à l'extérieur |     |     |     |     |     |     |

#### Deuxième phase

##### Groupe 1

###### Classement
| Rang | Équipe                 | Pts | J | G | N | P | Bp | Bc | GA    |
| ---- | ---------------------- | --- | - | - | - | - | -- | -- | ----- |
| 1    | CD Baracaldo Oriamendi | 7   | 4 | 3 | 1 | 0 | 14 | 3  | 4,667 |
| 2    | Deportivo Alavés       | 3   | 4 | 1 | 1 | 2 | 3  | 8  | 0,375 |
| 3    | UD Salamanque          | 2   | 4 | 1 | 0 | 3 | 4  | 10 | 0,400 |

Relégation
- 2e et 3e : relégation en Tercera División

###### Résultats
| Résultats (▼dom., ►ext.)                                   | ALA | BAR | SAL |
| Deportivo Alavés                                           |     | 2-2 | 1-0 |
| CD Baracaldo Oriamendi                                     | 3-0 |     | 7-1 |
| UD Salamanque                                              | 0-2 | 3-0 |     |
| - Victoire à domicile - Match nul - Victoire à l'extérieur |     |     |     |

##### Groupe 2

###### Classement
| Rang | Équipe         | Pts | J | G | N | P | Bp | Bc | GA    |
| ---- | -------------- | --- | - | - | - | - | -- | -- | ----- |
| 1    | CD Alcoyano    | 7   | 4 | 3 | 1 | 0 | 13 | 3  | 4,333 |
| 2    | CD Málaga (es) | 3   | 4 | 1 | 1 | 2 | 7  | 8  | 0,875 |
| 3    | Levante UD Rég | 2   | 4 | 0 | 2 | 2 | 5  | 14 | 0,357 |

Relégation
- 2e : relégation en Tercera División

Abréviations
- Rég : Équipes de Ligues régionales

###### Résultats
| Résultats (▼dom., ►ext.)                                   | ALC | LEV | MAL |
| CD Alcoyano                                                |     | 6-0 | 3-0 |
| Levante UD                                                 | 2-2 |     | 3-3 |
| CD Málaga (es)                                             | 1-2 | 3-0 |     |
| - Victoire à domicile - Match nul - Victoire à l'extérieur |     |     |     |

## Bilan de la saison
| Championnat d'Espagne de football de deuxième division 1942-1943 |                         |
| Champion                                                         | CD Sabadell (1er titre) |
| Dauphin                                                          | Real Sociedad           |
| Promotions et relégations                                        |                         |
| Promus en Primera División                                       | CD Sabadell             |
| Promus en Primera División                                       | Real Sociedad           |
| Relégués en Segunda División                                     | Saragosse CF            |
| Relégués en Segunda División                                     | Real Betis              |
| Promus en Segunda División                                       | aucun                   |
| Relégués en Tercera División                                     | Club Ferrol             |
| Relégués en Tercera División                                     | Real Santander SD       |
| Relégués en Tercera División                                     | CD Tarrassa             |
| Relégués en Tercera División                                     | Gerona CF               |
| Relégués en Tercera División                                     | Elche CF                |
| Relégués en Tercera División                                     | AD Ferroviaria (es)     |
| Relégués en Tercera División                                     | Cadix CF                |
| Relégués en Tercera División                                     | Deportivo Alavés        |
| Relégués en Tercera División                                     | UD Salamanque           |
| Relégués en Tercera División                                     | CD Málaga (es)          |